# Chipping Campden
Chipping Campdem este un oraș în comitatul Gloucestershire, regiunea South West, Anglia. Orașul se află în districtul Cotswold.